# Wilhelm van der Straeten
Wilhelm van der Straeten (* 22. Oktober 1780 in Hasselt; † 2. November 1853 in Heinsberg) war ein französischer Maire und preußischer Landrat des Kreises Heinsberg.

## Leben
Der Katholik Wilhelm van der Straeten war der Sohn des Rentners Johann van der Straeten in Hasselt und dessen Ehefrau Franziska van der Straeten, geborene Sibaan. Der Gutsbesitzer van der Straeten war von 1812 bis 1813 Maire der Mairie Heinsberg im Département de la Roer und ab 1814 Bataillonschef der Bürgermiliz. Am 1. Mai 1816 wurde er – zunächst kommissarisch – zum Landrat des neu gebildeten preußischen Kreises Heinsberg ernannt, am 16. Januar 1817 folgte seine definitive Bestätigung mittels Allerhöchster Kabinettsorder (AKO). Straeten starb 1853 als amtierender Landrat.

## Familie
Wilhelm van der Straeten heiratete am 25. August 1811 in Heinsberg Charlotte Maria Wilhelmina Josepha Hubertina Freiin von Mirbach-Kempen (* 18. Dezember 1791 in Heinsberg; † 18. Oktober 1834 ebenda), einer Tochter von Carl Christian von Mirbach und dessen Ehefrau Ludovice Antonette von Mirbach, geborene von Leers.